# Keuringsdienst van Waren

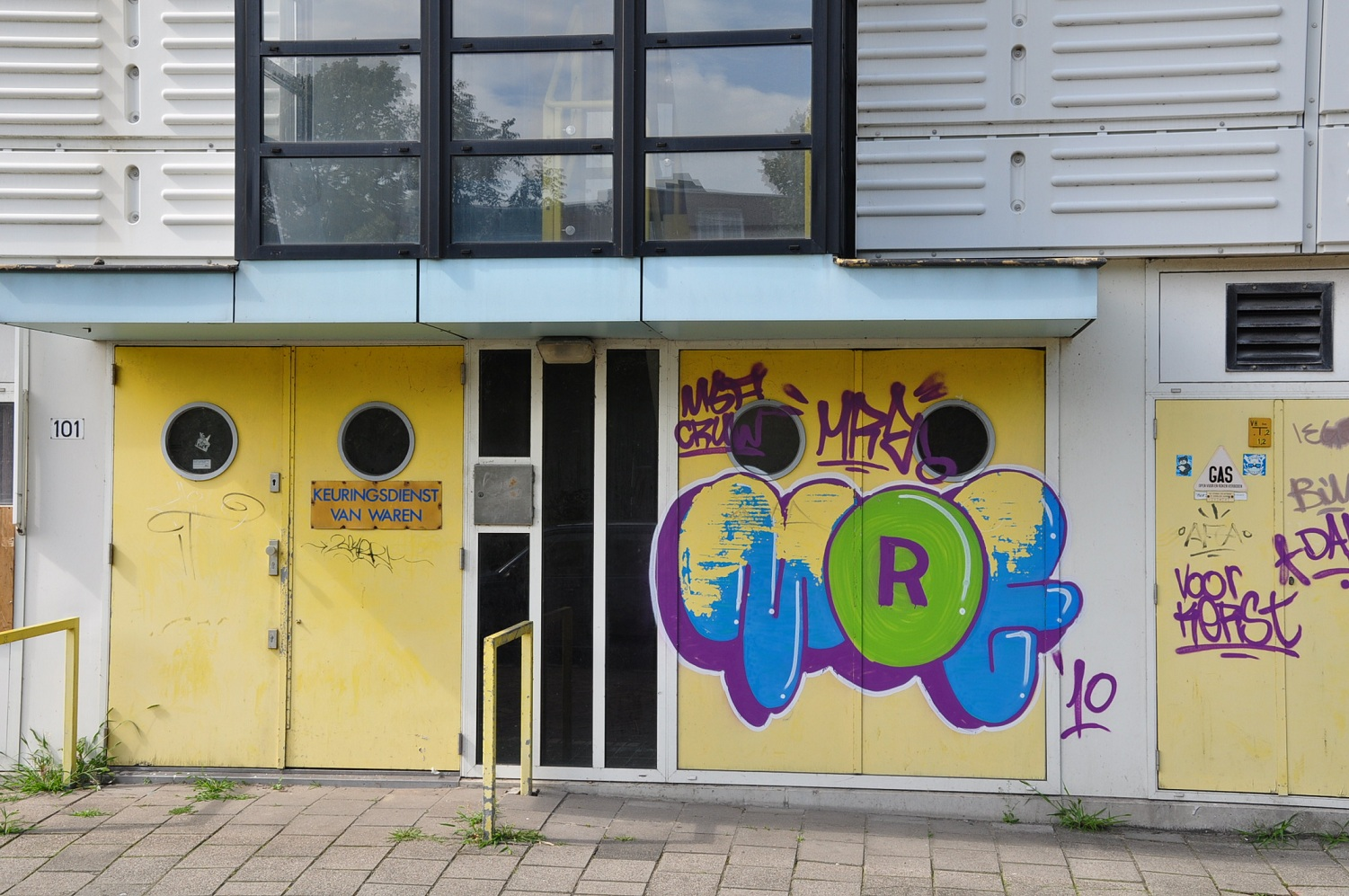
Kantoor van de voormalige Keuringsdienst van Waren aan de Gemaalstraat 101, Den Haag, in 2011.

De Keuringsdienst van Waren (KvW) was een Nederlandse overheidsinstantie die toezicht hield op de veiligheid van producten. In 2002 is de Keuringsdienst van Waren opgegaan in de Nederlandse Voedsel- en Warenautoriteit (NVWA).

## Geschiedenis
Hoewel al enkele eeuwen verschillende gemeenten keuren hadden om ziekmakende producten en vuil water of melk van markten te weren, werd de eerste echte Keuringsdienst van Waren in Rotterdam in 1893 opgericht. Daar ging het in eerste instantie om de controle op aangelengde melk, ontbindende kaas en het gewicht van brood. 
Er bestonden eerst geen normen voor waren en hygiëne en dus was er vaak wat mis mee, ontdekte de keuringsdienst. In het eerste jaar van het bestaan van de Rotterdamse dienst was 42 procent van de gecontroleerde producten ondeugdelijk, het tweede jaar nog maar 21. 
Na Rotterdam volgden Groningen, Haarlem, Leiden, Den Haag, Amsterdam  en Dordrecht met een eigen keuringsdienst. In 1919 traden de Warenwet en een aantal Warenwetbesluiten, waarin kwaliteitseisen werden vastgelegd, in werking.
Terwijl er in de loop der jaren een kleine twintig gemeentelijke diensten opereerden, was er in de drie noordelijke provincies vanaf 1916 een provinciale keuringsdienst ingesteld, gebaseerd op een provinciale verordening. Strafbaarstelling van overtreding van de Warenwet geschiedde aanvankelijk in de gemeentelijke diensten op basis van de gemeentelijke verordening. Later werden alle warenwettelijke overtredingen gebaseerd op de Wet op de economische delicten (WED). 
Op 1 januari 1988 gingen alle provinciale en gemeentelijke keuringsdiensten op in een rijkskeuringsdienst van waren. Vervolgens in 1995, onder een toenemend regime van reorganisatie bij de overheid omgevormd tot Inspectie Gezondheidsbescherming/Keuringsdienst van Waren, zijnde een fusie van de Keuringsdienst van Waren, Inspectie Levensmiddelen en de Inspectie Drankwet.
In september 1998 werd dit omgevormd tot de Inspectie Waren en Veterinaire zaken, waarbij het veterinair toezicht van de toenmalige RVV en privaatrechtelijke controle-instanties in de veterinaire branche werden toegevoegd.
In juli 2002 werden alle activiteiten op het gebied van controle van veterinaire en niet-veterinaire levensmiddelen onderbracht bij de Voedsel- en Warenautoriteit in oprichting, en voltooid met een complete fusie op 1 januari 2006.
|  |  |  |  | Keuringsdienst van Waren (1893) | Keuringsdienst van Waren (1893) | Keuringsdienst van Waren (1893) | Keuringsdienst van Waren (1893) | Keuringsdienst van Waren (1893)                                  | Keuringsdienst van Waren (1893)                                  |                                                                                              |                                                                  | Inspectie Levensmiddelen Inspectie Drankwet                      | Inspectie Levensmiddelen Inspectie Drankwet                      | Inspectie Levensmiddelen Inspectie Drankwet | Inspectie Levensmiddelen Inspectie Drankwet | Inspectie Levensmiddelen Inspectie Drankwet | Inspectie Levensmiddelen Inspectie Drankwet |  |  | Gemeentelijke vleeskeuringsdiensten                 | Gemeentelijke vleeskeuringsdiensten                 | Gemeentelijke vleeskeuringsdiensten                 | Gemeentelijke vleeskeuringsdiensten                 | Gemeentelijke vleeskeuringsdiensten                 | Gemeentelijke vleeskeuringsdiensten                 |  |  |  |  | Centrale Crisis Controle Dienst (1934) | Centrale Crisis Controle Dienst (1934) | Centrale Crisis Controle Dienst (1934) | Centrale Crisis Controle Dienst (1934) | Centrale Crisis Controle Dienst (1934) | Centrale Crisis Controle Dienst (1934) |  |  |  |  |  |  | Plantenziektenkundige Dienst (1899) | Plantenziektenkundige Dienst (1899) | Plantenziektenkundige Dienst (1899) | Plantenziektenkundige Dienst (1899) | Plantenziektenkundige Dienst (1899) | Plantenziektenkundige Dienst (1899) |
|  |  |  |  | Keuringsdienst van Waren (1893) | Keuringsdienst van Waren (1893) | Keuringsdienst van Waren (1893) | Keuringsdienst van Waren (1893) | Keuringsdienst van Waren (1893)                                  | Keuringsdienst van Waren (1893)                                  |                                                                                              |                                                                  | Inspectie Levensmiddelen Inspectie Drankwet                      | Inspectie Levensmiddelen Inspectie Drankwet                      | Inspectie Levensmiddelen Inspectie Drankwet | Inspectie Levensmiddelen Inspectie Drankwet | Inspectie Levensmiddelen Inspectie Drankwet | Inspectie Levensmiddelen Inspectie Drankwet |  |  | Gemeentelijke vleeskeuringsdiensten                 | Gemeentelijke vleeskeuringsdiensten                 | Gemeentelijke vleeskeuringsdiensten                 | Gemeentelijke vleeskeuringsdiensten                 | Gemeentelijke vleeskeuringsdiensten                 | Gemeentelijke vleeskeuringsdiensten                 |  |  |  |  | Centrale Crisis Controle Dienst (1934) | Centrale Crisis Controle Dienst (1934) | Centrale Crisis Controle Dienst (1934) | Centrale Crisis Controle Dienst (1934) | Centrale Crisis Controle Dienst (1934) | Centrale Crisis Controle Dienst (1934) |  |  |  |  |  |  | Plantenziektenkundige Dienst (1899) | Plantenziektenkundige Dienst (1899) | Plantenziektenkundige Dienst (1899) | Plantenziektenkundige Dienst (1899) | Plantenziektenkundige Dienst (1899) | Plantenziektenkundige Dienst (1899) |
|  |  |  |  |                                 |                                 |                                 |                                 |                                                                  |                                                                  |                                                                                              |                                                                  |                                                                  |                                                                  | |                                             |                                             |                                             |  |  |                                                     |                                                     |                                                     |                                                     |                                                     |                                                     |  |  |  |  |                                        |                                        |                                        |                                        |                                        |                                        |  |  |  |  |  |  |                                     |                                     |                                     |                                     |                                     |                                     |
|  |  |  |  |                                 |                                 |                                 |                                 | Inspectie Gezondheidsbescherming/Keuringsdienst van Waren (1990) | Inspectie Gezondheidsbescherming/Keuringsdienst van Waren (1990) | Inspectie Gezondheidsbescherming/Keuringsdienst van Waren (1990)                             | Inspectie Gezondheidsbescherming/Keuringsdienst van Waren (1990) | Inspectie Gezondheidsbescherming/Keuringsdienst van Waren (1990) | Inspectie Gezondheidsbescherming/Keuringsdienst van Waren (1990) | |                                             |                                             |                                             |  |  | Rijksdienst voor de keuring van Vee en Vlees (1980) | Rijksdienst voor de keuring van Vee en Vlees (1980) | Rijksdienst voor de keuring van Vee en Vlees (1980) | Rijksdienst voor de keuring van Vee en Vlees (1980) | Rijksdienst voor de keuring van Vee en Vlees (1980) | Rijksdienst voor de keuring van Vee en Vlees (1980) |  |  |  |  | Algemene Inspectiedienst (1954)        | Algemene Inspectiedienst (1954)        | Algemene Inspectiedienst (1954)        | Algemene Inspectiedienst (1954)        | Algemene Inspectiedienst (1954)        | Algemene Inspectiedienst (1954)        |  |  |  |  |  |  |                                     |                                     |                                     |                                     |                                     |                                     |
|  |  |  |  |                                 |                                 |                                 |                                 | Inspectie Gezondheidsbescherming/Keuringsdienst van Waren (1990) | Inspectie Gezondheidsbescherming/Keuringsdienst van Waren (1990) | Inspectie Gezondheidsbescherming/Keuringsdienst van Waren (1990)                             | Inspectie Gezondheidsbescherming/Keuringsdienst van Waren (1990) | Inspectie Gezondheidsbescherming/Keuringsdienst van Waren (1990) | Inspectie Gezondheidsbescherming/Keuringsdienst van Waren (1990) | |                                             |                                             |                                             |  |  | Rijksdienst voor de keuring van Vee en Vlees (1980) | Rijksdienst voor de keuring van Vee en Vlees (1980) | Rijksdienst voor de keuring van Vee en Vlees (1980) | Rijksdienst voor de keuring van Vee en Vlees (1980) | Rijksdienst voor de keuring van Vee en Vlees (1980) | Rijksdienst voor de keuring van Vee en Vlees (1980) |  |  |  |  | Algemene Inspectiedienst (1954)        | Algemene Inspectiedienst (1954)        | Algemene Inspectiedienst (1954)        | Algemene Inspectiedienst (1954)        | Algemene Inspectiedienst (1954)        | Algemene Inspectiedienst (1954)        |  |  |  |  |  |  |                                     |                                     |                                     |                                     |                                     |                                     |
|  |  |  |  |                                 |                                 |                                 |                                 |                                                                  |                                                                  |                                                                                              |                                                                  |                                                                  |                                                                  | |                                             |                                             |                                             |  |  |                                                     |                                                     |                                                     |                                                     |                                                     |                                                     |  |  |  |  |                                        |                                        |                                        |                                        |                                        |                                        |  |  |  |  |  |  |                                     |                                     |                                     |                                     |                                     |                                     |
|  |  |  |  |                                 |                                 |                                 |                                 |                                                                  |                                                                  | Inspectie Waren en Veterinaire Zaken (1998) Keuringsdienst van Waren Veterinair Toezicht RVV |                                                                  |                                                                  |                                                                  | |                                             |                                             |                                             |  |  |                                                     |                                                     |                                                     |                                                     |                                                     |                                                     |  |  |  |  |                                        |                                        |                                        |                                        |                                        |                                        |  |  |  |  |  |  |                                     |                                     |                                     |                                     |                                     |                                     |
|  |  |  |  |                                 |                                 |                                 |                                 |                                                                  |                                                                  |                                                                                              |                                                                  |                                                                  |                                                                  | |                                             |                                             |                                             |  |  |                                                     |                                                     |                                                     |                                                     |                                                     |                                                     |  |  |  |  |                                        |                                        |                                        |                                        |                                        |                                        |  |  |  |  |  |  |                                     |                                     |                                     |                                     |                                     |                                     |
|  |  |  |  |                                 |                                 |                                 |                                 |                                                                  |                                                                  |                                                                                              |                                                                  |                                                                  |                                                                  | |                                             |                                             |                                             |  |  |                                                     |                                                     |                                                     |                                                     |                                                     |                                                     |  |  |  |  |                                        |                                        |                                        |                                        |                                        |                                        |  |  |  |  |  |  |                                     |                                     |                                     |                                     |                                     |                                     |
|  |  |  |  |                                 |                                 |                                 |                                 |                                                                  |                                                                  |                                                                                              |                                                                  |                                                                  |                                                                  | Voedsel- en Warenautoriteit (2002) Keuringsdienst van Waren (2002–2006) Rijksdienst voor de keuring van Vee en Vlees (2002–2006) Algemene Inspectiedienst (2010–2011) Plantenziektenkundige Dienst (2010–2011) |                                             |                                             |                                             |  |  |                                                     |                                                     |                                                     |                                                     |                                                     |                                                     |  |  |  |  |                                        |                                        |                                        |                                        |                                        |                                        |  |  |  |  |  |  |                                     |                                     |                                     |                                     |                                     |                                     |
|  |  |  |  |                                 |                                 |                                 |                                 |                                                                  |                                                                  |                                                                                              |                                                                  |                                                                  |                                                                  | |                                             |                                             |                                             |  |  |                                                     |                                                     |                                                     |                                                     |                                                     |                                                     |  |  |  |  |                                        |                                        |                                        |                                        |                                        |                                        |  |  |  |  |  |  |                                     |                                     |                                     |                                     |                                     |                                     |
|  |  |  |  |                                 |                                 |                                 |                                 |                                                                  |                                                                  |                                                                                              |                                                                  |                                                                  |                                                                  | |                                             |                                             |                                             |  |  |                                                     |                                                     |                                                     |                                                     |                                                     |                                                     |  |  |  |  |                                        |                                        |                                        |                                        |                                        |                                        |  |  |  |  |  |  |                                     |                                     |                                     |                                     |                                     |                                     |
|  |  |  |  |                                 |                                 |                                 |                                 |                                                                  |                                                                  |                                                                                              |                                                                  |                                                                  |                                                                  | Nederlandse Voedsel- en Warenautoriteit (2012) |                                             |                                             |                                             |  |  |                                                     |                                                     |                                                     |                                                     |                                                     |                                                     |  |  |  |  |                                        |                                        |                                        |                                        |                                        |                                        |  |  |  |  |  |  |                                     |                                     |                                     |                                     |                                     |                                     |

## Trivia
- De verbastering Keuringsdienst van Waarde is de naam van een Nederlands televisieprogramma, waarin allerlei misstanden en vermeende misstanden voornamelijk op het gebied van voedselvoorziening aan de kaak worden gesteld.